# Liste der Kulturdenkmale in Friedrichstadt
In der Liste der Kulturdenkmale in Friedrichstadt sind alle Kulturdenkmale der schleswig-holsteinischen Stadt Friedrichstadt (Kreis Nordfriesland) aufgelistet (Stand: 19. Mai 2025).

## Legende
In den Spalten befinden sich folgende Informationen:
- Objekt-ID: die Nummer des Kulturdenkmales
- Lage: die Adresse des Kulturdenkmales und die geographischen Koordinaten. Kartenansicht, um Koordinaten zu setzen. In der Kartenansicht sind Kulturdenkmale ohne Koordinaten mit einem roten Marker dargestellt und können in der Karte gesetzt werden. Kulturdenkmale ohne Bild sind mit einem blauen Marker gekennzeichnet, Kulturdenkmale mit Bild mit einem grünen Marker.
- Offizielle Bezeichnung: Bezeichnung des Kulturdenkmales
- Beschreibung: die Beschreibung des Kulturdenkmales
- Bild: ein Bild des Kulturdenkmales

## Schutzzonen
| Objekt-ID      | Lage                         | Offizielle Bezeichnung                | Beschreibung | Bild            |
| -------------- | ---------------------------- | ------------------------------------- | --- | --------------- |
| 29353 Wikidata | (54° 22′ 39″ N, 9° 5′ 18″ O) | Historischer Stadtkern Friedrichstadt | Der Denkmalbereich umfasst die als holländische Flüchtlingsgründung auf inselartiger Fläche im Unterlauf der Eider entstandene Planstadt des 17. Jahrhunderts. Er wird im Wesentlichen wie folgt begrenzt: 1. im Norden durch die Treene, 2. im Osten durch den Ostersielzug, 3. im Süden durch den Landungsplatz, 4. im Westen durch den Binnenhafen und den Wester-Sielzug. - Schutzumfang: Schutzzweck dieser Verordnung ist es, den Charakter und das Erscheinungsbild der planmäßig angelegten Stadt zu erhalten, die durch ihre Silhouette, den Siedlungsgrundriss mit seiner Parzellenstruktur, Straßen, Wege, Plätze und Grünflächen, Grachten, die vorhandenen Bau- und Gründenkmale, aber auch ihre topographische Lage an der Treene und in der Marschlandschaft wesentlich geprägt ist. | Fotos hochladen |

## Sachgesamtheiten
| Objekt-ID      | Lage                                                                                        | Offizielle Bezeichnung                         | Beschreibung | Bild                             |
| -------------- | ------------------------------------------------------------------------------------------- | ---------------------------------------------- | --- | -------------------------------- |
| 32197 Wikidata | Am Binnenhafen 17, 18, Westermarktstraße 24 (54° 22′ 35″ N, 9° 5′ 10″ O)                    | Synagoge Friedrichstadt                        | Synagoge Friedrichstadt; Baugruppe um die 1847 errichtete Synagoge auf dem Grundstück Ecke Am Binnenhafen/Westermarktstraße mit zugehöriger Judenschule und Rabbinat - Begründung: geschichtlich, städtebaulich - Schutzumfang: ehem. Synagoge (Am Binnenhafen 17), ehem. Judenschule (Am Binnenhafen 18), ehem. Rabbinat (Westermarktstraße 24) | weitere Fotos \| Fotos hochladen |
| 40093          | Am Fürstenburgwall 15, Neue Straße 3, 5 (54° 22′ 29″ N, 9° 5′ 9″ O)                         | Röm.-Kath. Kirche St. Knud                     | Baugruppe Röm.-Kath. Kirche St. Knud, Friedrichstadt; 1853-55; im südwestlichsten Karree der barocken Planstadt gelegenes Bauensemble der römisch-katholischen Gemeinde in Friedrichstadt mit Kirche, ehem. Küsterhaus und ehem. Schule - Begründung: geschichtlich, künstlerisch, städtebaulich - Schutzumfang: Röm.-Kath. Kirche St. Knud mit Ausstattung (Am Fürstenburgwall 15), ehem. Schule (Neue Straße 3), ehem. Küsterhaus (Neue Straße 5)                           | BW                               |
| 40612 Wikidata | Am Mittelburgwall 25 (54° 22′ 36″ N, 9° 5′ 13″ O)                                           | Mennoniten-Kirche (Bethaus)                    | Mennoniten-Kirche (Bethaus); 1709; Bethaus ursprünglich Hinterhaus der Alten Münze mit Kirchhof im Blockinnern und Grabmalbestand des 17. u. 18. Jhs. - Begründung: geschichtlich, künstlerisch, städtebaulich - Schutzumfang: Mennoniten-Kirche (Bethaus) mit Ausstattung, Mennoniten-Kirchhof mit Kirchhofstor, Grabmale gemäß Inventar | weitere Fotos \| Fotos hochladen |
| 40611 Wikidata | Am Mittelburgwall 40 (54° 22′ 39″ N, 9° 5′ 16″ O)                                           | Ev.-luth. Kirche St. Christophorus             | Ev.-luth. Kirche St. Christophorus; 1643-49, J.v.d.Meulen; Baugruppe aus Kirche des 17. Jhs mit zugehörigem Kirchhof, Grabmalen und Einfriedung sowie Gemeindehaus der 2. Hälfte des 20. Jhs. - Begründung: geschichtlich, künstlerisch, städtebaulich - Schutzumfang: Ev.-luth. Kirche St. Christophorus mit Ausstattung, Ev.-luth. Kirchhof mit Grabmalen bis 1870 und Kirchhofs-Einfriedung, Gemeindehaus                                                                  | BW                               |
| 39883          | Am Treenefeld 1, 3, 5, 7, 9, 11, 13, 15, 17 (54° 22′ 44″ N, 9° 5′ 19″ O)                    | Arbeitersiedlung Am Treenefeld                 | Arbeitersiedlung Am Treenefeld; erstes Viertel 20. Jahrhundert; geschlossene Bebauung aus neun eingeschossigen giebelständigen Backsteingebäuden unter Satteldächern, Giebel als Dreiecks- und Stufengiebel ausgebildet, Fenster und Türen mit Segmentbogenöffnungen - Begründung: geschichtlich, städtebaulich - Schutzumfang: Wohnhäuser Am Treenefeld 1, 3, 5, 7, 9, 11, 13, 15, 17                                                                                        | BW                               |
| 40076 Wikidata | Bahnhofstraße 1, 1a (54° 22′ 36″ N, 9° 4′ 48″ O)                                            | Bahnhof Friedrichstadt                         | Bahnhof Friedrichstadt; 1887, 1934; westlich des Stadtkerns befindlicher Bahnhof sowie nahe gelegenes Stellwerk Ff - Begründung: geschichtlich, städtebaulich, technisch - Schutzumfang: Bahnhof (Bahnhofstraße 1), Stellwerk Ff (Bahnhofstraße 1a) | Fotos hochladen                  |
| 27618          | Inselweg 1, 1a, 2, 3, 4, 5, 6, 7, 8, 9, 10, 11, 12, 13, 14, 15 (54° 22′ 27″ N, 9° 5′ 26″ O) | Arbeitersiedlung Inselweg                      | Arbeitersiedlung Inselweg; 1904-06; geschlossene Reihe von 16 eingeschossigen, giebelständigen Backstein-Wohnhäusern unter ausgebauten Satteldächern, Treppen- und Dreiecksgiebel variierend, mit zugehörigen rückwärtigen Stallgebäuden - Begründung: geschichtlich, städtebaulich - Schutzumfang: Wohnhäuser Inselweg 1 (mit Stallgebäude), 1a, 2, 3, 4, 5, 6, 7, 8, 9, 10, 11, 12, 13, 14, 15                                                                              | BW                               |
| 44513          | Lohgerberstraße 11, 13, 25, 27, Kirchenstraße 1, 3 (54° 22′ 29″ N, 9° 5′ 23″ O)             | Handwerkerhäuser Lohgerberstraße/Kirchenstraße | Handwerkerhäuser Friedrichstadt; nach 1850; Gruppe von jeweils zwei nebeneinander befindlichen, eingeschossigen, traufständigen Handwerkerhäusern mit geschlämmten oder verputzten Fassaden - Begründung: geschichtlich, städtebaulich - Schutzumfang: Wohnhäuser Kirchenstraße 1, 3; Lohgerberstraße 11, 13, 25, 27 | BW                               |
| 40613 Wikidata | Prinzeßstraße 29 (54° 22′ 30″ N, 9° 5′ 20″ O)                                               | Remonstrantisch-Reformierte Kirche             | Remonstrantisch-Reformierte Kirche; spätklassizistische Saalkirche, 1852-54 von Pastor Mensinga und Landbaumeister Johann Friedrich Holm errichtet; auf baumbestandenen, eingefriedeten Kirchhof mit bauzeitlicher Einfriedung; acht Grabmale, teilweise aus dem 17. Jahrhundert - Begründung: geschichtlich, künstlerisch, städtebaulich - Schutzumfang: Remonstrantisch-Reformierte Kirche mit Ausstattung, Grabmale gemäß Inventar, Remonstranten-Kirchhof mit Einfriedung | weitere Fotos \| Fotos hochladen |

## Mehrheit von baulichen Anlagen
| Objekt-ID      | Lage | Offizielle Bezeichnung                           | Beschreibung | Bild |
| -------------- | --- | ------------------------------------------------ | --- | --- |
| 44478          | Am Binnenhafen 1, 2, 3, 4 (54° 22′ 30″ N, 9° 5′ 8″ O) | Baugruppe Am Binnenhafen 1-4                     | Am Binnenhafen 1-4; 19. Jh.; an den Fürstenburgwall anschließender Straßenzug am westlichen Außenrand der barocken Planstadtanlage mit Wohnbebauung des 19. u. 20. Jahrhunderts und ehem. Post von 1889 - Begründung: geschichtlich, städtebaulich - Schutzumfang: Wohnhäuser Am Binnenhafen 1, 2, 4; ehem. Post (Am Binnenhafen 3) | BW |
| 44481          | Am Binnenhafen 10, 11, 12, 13, 14, 15, 16 (54° 22′ 34″ N, 9° 5′ 9″ O) | Wohnhäuser Am Binnenhafen 10-16                  | Am Binnenhafen 10-16; 18. bis 20. Jh.; Straßenzug an westlichen Front der barocken Planstadtanlage mit giebelständigen Wohnhäusern, meist schmalen Backsteinbauten. Bemerkenswert Wohnhaus Nr. 10 aus der Mitte des 19. Jhs. und die Hausmarke an Haus Nr. 14 - Begründung: geschichtlich, wissenschaftlich, künstlerisch, städtebaulich - Schutzumfang: Wohnhäuser Am Binnenhafen 10, 11, 12, 13, 14 (mit Sandsteintafel (Katze)), 15, 16 | BW |
| 44353          | Am Fürstenburgwall 1, 2, 3, 4, 5, 6, 7, 8, 9, 10, 11, 12-13, 14, 16, 17, Am Binnenhafen 1a, Prinzenstraße 1, 2, Prinzesstraße 1 (54° 22′ 27″ N, 9° 5′ 15″ O)                                | Wohn- und Geschäftshäuser Am Fürstenburgwall     | Wohn- und Geschäftshäuser Am Fürstenburgwall; 17. – 20. Jh.; einseitig bebaute und mit den Fassaden zum alten Hafen ausgerichtete Straße Am Fürstenburgwall mit überwiegend zweigeschossigen und traufständigen Gebäuden, durch Bauten der zweiten Hälfte des 19. Jahrhunderts geprägt, die Nummern 2 und 11-14 im Kern auf das 17. Jh. zurückgehend. Hausmarken des 17./18. Jhs. an Nr. 1 und 7 - Begründung: geschichtlich, künstlerisch, städtebaulich - Schutzumfang: Wohnhäuser (Am Binnenhafen 1a, Am Fürstenburgwall 3, 4, 5, 6, 7, 8, 9, 10, 11, 12-13, 14, 16, 17); Wohn- und Geschäftshäuser (Am Fürstenburgwall 2, Prinzenstraße 2); ehem. Speicher (Am Fürstenwall 1, Prinzenstraße 1); Relieftafeln (Am Fürstenburgwall 1, 7); Nebengebäude (Prinzesstraße 1) | Fotos hochladen |
| 39814 Wikidata | Am Markt 1, 2, 3, 4, 5, 6, 7, 8, 9, 10, 11, 12, 13, 14, 16, 17, 18, 19, 20, 21, 22, 23, 24, Am Markt, Prinzenstraße 35 (54° 22′ 34″ N, 9° 5′ 17″ O)                                         | Marktplatz Friedrichstadt                        | Marktplatz Friedrichstadt; auf Anfang 17. Jh. zurückgehend; der historische Marktplatz mit gepflasterter und begrünter Fläche, begrenzende Bebauung aus meist zweigeschossigen Wohn- und Geschäftshäusern - Begründung: geschichtlich, städtebaulich - Schutzumfang: Grüner Marktplatz mit Lindenbäumen und Platane/Rosskastanien (19. Jh.), Steinerner Marktplatz, Brunnenhäuschen mit Pumpe, Reichgründungsdenkmal (1891), Friedenseiche (1871) (Am Markt); Rathaus (Am Markt 11), ehem. Rathaus (Amtsgericht) (Am Markt 12), ehem. Spritzenhaus (Am Markt 1), ehem. Hotel (Am Markt 7), Bankgebäude (Prinzenstraße 35), ehem. Apotheke (Am Markt 19), Wohn- und Geschäftshäuser (Am Markt 6, 8, 9, 10, 13, 14, 16, 17, 18, 20, 24), Wohnhäuser (Am Markt 2, 3, 4, 5, 21, 22, 23) | Fotos hochladen |
| 39816          | Am Mittelburgwall 1, 2, 3, 4, 5, 6, 7, 8, 9, 10, 12, 14, 15, 16, 17-19, 18, 20, 22, 24, 25, 26, 27, 28, 30, 32, 34, 36, 42, 44, 46, 48, 50, 52, Am Stadtfeld 2 (54° 22′ 37″ N, 9° 5′ 18″ O) | Wohnhäuser Mittelburgwall                        | Mittelburgwall Friedrichstadt; Anlage auf Stadtgründung 1621 zurückgehend, Baubestand 17. bis 19. Jh.; sehr anschaulich überlieferte Bebauung beidseitig der zentralen Achse des Mittelburggrabens, der den Markt berührt und die historische barocke Planstadt in die südliche Vorder- und die nördliche Hinterstadt teilt. Überwiegend giebel- oder traufständige, vom Typus des holländischen Bürgerhauses der Renaissance abgeleitete Bausubstanz, der auch in den folgenden Jahrhunderten Vorbild für Neubauten war - Begründung: geschichtlich, künstlerisch, städtebaulich - Schutzumfang: Wohnhäuser (Am Mittelburgwall 1, 3, 4, 5, 6, 7, 8, 10, 12, 14, 15, 16, 17-19, 18, 20, 22, 25, 26, 27, 28, 30, 32, 34, 36, 42, 46, 48, 50, 52, Am Stadtfeld 2), Wohn- und Geschäftshaus (Am Mittelburgwall 2), ehem. Wohnhaus (Am Mittelburgwall 9), Wirtschaftsgebäude (Am Mittelburgwall 9), Relieftafeln (Zwei Löwenköpfe) (Am Mittelburgwall 16), Neberhaus mit Zisterne (Am Mittelburgwall 24), sog. Alte Münze (Am Mittelburgwall 23), ehem. jüdische Schule (Am Mittelburgwall 44) | [[Vorlage:Bilderwunsch/code!/O:Wohnhäuser Mittelburgwall!/C:54.376983,9.08833!/D:Am Mittelburgwall 1, 2, 3, 4, 5, 6, 7, 8, 9, 10, 12, 14, 15, 16, 17-19, 18, 20, 22, 24, 25, 26, 27, 28, 30, 32, 34, 36, 42, 44, 46, 48, 50, 52, Am Stadtfeld 2, Wohnhäuser Mittelburgwall!/\|BW]]                |
| 44719          | Am Stadtfeld 10, 12, 14 (54° 22′ 39″ N, 9° 5′ 19″ O) | Wohnhäuser Am Stadtfeld 10-14                    | Wohnhäuser Am Stadtfeld 10-14; vornehmlich 2. Hälfte 19. Jahrhundert; Baugruppe von drei ein- bis zweigeschossigen Backsteinbauten, trauf- und giebelständig unter Satteldächern, Fassaden teilweise geschlämmt - Begründung: geschichtlich, städtebaulich - Schutzumfang: Wohnhäuser Am Stadtfeld 10, 12, 14 | BW |
| 51046          | Herzog-Friedrich-Straße 1, 2 (54° 22′ 28″ N, 9° 5′ 32″ O) | Wohnhäuser Herzog-Friedrich-Straße 1-2           | Wohnhäuser Herzog-Friedrich-Straße 1-2; um 1910; Gruppe von zwei villenartigen Wohnhäusern aus Backstein, Sandstein und Putzziergliederung, getreppte und geschweifte Schaugiebel. - Begründung: geschichtlich, künstlerisch, städtebaulich - Schutzumfang: Wohnhäuser Herzog-Friedrich-Straße 1, 2 | BW |
| 40087          | Holmertorstraße 1, 2a, 2, 3, 4, 5, 5a, 6, 7, 8, 9, 10, 11, 12, 14, Osterlilienstraße 2 (54° 22′ 36″ N, 9° 5′ 29″ O)                                                                         | Baugruppe Holmertorstraße                        | Baugruppe Holmertorstraße; beidseitig bebaute Straße zwischen Mittelburgwall und der Brücke über den Ostersielzug, die geprägt ist durch zweigeschossige, traufständige Wohn- und Wirtschaftsgebäude, kulminierend in der Kreuzung vor der Brücke mit repräsentativen zwei- bis dreigeschossigen Bauten - Begründung: geschichtlich, städtebaulich - Schutzumfang: Wohnhäuser (Holmertorstraße 1, 2, 3, 4, 5, 6, 7, 9, 12, Osterlilienstraße 2), Wohn- und Wirtschaftsgebäude (Holmertorstraße 2a, 5a, 8, 14), ehem. Senffabrik (Holmertorstraße 10), ehem. Gasthaus (Holmertorstraße 11) | BW |
| 39818          | Kirchenstraße 5, 7, 9, 15, 17 (54° 22′ 30″ N, 9° 5′ 21″ O) | Baugruppe Kirchenstraße 5-17                     | Baugruppe Kirchenstraße 5-17; zweite Hälfte 19. und 20. Jahrhundert; Straßenzug mit überwiegend giebelständigen Satteldachbauten, ein- bis dreigeschossig, Putz- und Backsteinfassaden - Begründung: geschichtlich, städtebaulich - Schutzumfang: Wohnhäuser Kirchenstraße 5, 9, 15, 17, Wohn- und Wirtschaftsgebäude Kirchenstraße 7 | Fotos hochladen |
| 39820          | Lohgerberstraße 14, 33, 35 (54° 22′ 32″ N, 9° 5′ 26″ O) | Baugruppe Lohgerberstraße 14, 33, 35             | Baugruppe Lohgerberstraße 14, 33, 35; 19. Jh.; durch drei große Wohn- und Wirtschaftsgebäude des 19. Jahrhunderts geprägte Kreuzungssituation - Begründung: geschichtlich, städtebaulich - Schutzumfang: Wohnhaus (Lohgerberstraße 14), Wohn- und Geschäftshaus (Lohgerberstraße 33), Wohn- und Wirtschaftsgebäude (Lohgerberstraße 35) | BW |
| 44509          | Mittelgrabenstraße 3, 5, 7, 9 (54° 22′ 29″ N, 9° 5′ 15″ O) | Wohnhäuser Mittelgrabenstraße 3-9                | Wohnhäuser Mittelgrabenstraße 3-9; nach 1850; Baugruppe aus vier traufständigen, ein- und zweigeschossig Bauten unter Satteldächern mit überwiegend hellgeschlämmten Backsteinfassaden, teilweise gliedernde Gesimse - Begründung: geschichtlich, städtebaulich - Schutzumfang: Wohnhäuser Mittelgrabenstraße 3, 5, 7, 9 | BW |
| 40075          | Neue Straße 7, 9, 11 (54° 22′ 30″ N, 9° 5′ 10″ O) | Wohnhäuser Neue Straße 7-11                      | Wohnhäuser Neue Straße 7-11; 19. Jh.; drei zweigeschossige, giebelständige, hell geschlämmte Backsteinbauten unter Satteldächern, Gesimse und Giebel mit Backsteinziergliederung - Begründung: geschichtlich, städtebaulich - Schutzumfang: Wohnhäuser Neue Straße 7, 9, 11 | BW |
| 44512          | Ostergrabenstraße 8, 10-12, 14 (54° 22′ 28″ N, 9° 5′ 20″ O) | Wohnhäuser Ostergrabenstraße 8-14                | Wohnhäuser Ostergrabenstraße 8-14; nach 1850; drei ein- bis zweigeschossige Wohnhäuser unter Satteldächern, trauf- und giebelständig, Fassaden geputzt bzw. hell geschlämmt - Begründung: geschichtlich, städtebaulich - Schutzumfang: Wohnhäuser Ostergrabenstraße 8, 10-12, 14 | BW |
| 40253          | Ostermarktstraße 6, 8 (54° 22′ 32″ N, 9° 5′ 23″ O) | Wohnhausgruppe Ostermarktstraße 6-8              | Wohnhausgruppe Ostermarktstraße 6-8; 19. Jh.; Baugruppe aus zwei eingeschossigen, giebelständigen Backsteinwohnhäusern, Fassaden mit Backsteinzierversatz und Dreiecksgiebeln mit Bekrönung - Begründung: geschichtlich, städtebaulich - Schutzumfang: Wohnhäuser Ostermarktstraße 6, 8 | BW |
| 39948          | Prinzenstraße 3, 4, 5, 6, 7, 8, 9, 10, 11, 12, 13, 14, 15, 16, 17, 18, 19, 20, 21, 22, 23, 24, 25, 26, 27, 28, 29, 30, 31, 32, 33, 34, 36, 38, 40 (54° 22′ 29″ N, 9° 5′ 18″ O)              | Wohn- und Geschäftshäuser Prinzenstraße          | Wohn- und Geschäftshäuser Prinzenstraße; 17. – 20. Jh.; historische auf die Gründungszeit der Stadt zurückgehende Hauptachse, überwiegend zweigeschossige, trauf- und giebelständige Bauten, mit wenigen älteren Bauten und Hausmarken Fassaden überwiegend aus der zweiten Hälfte des 19. Jahrhunderts - Begründung: geschichtlich, künstlerisch, städtebaulich - Schutzumfang: Wohn- und Geschäftshäuser (Prinzenstraße 4, 5, 6, 7, 8, 9, 11, 13, 15, 16, 17, 18, 20, 21, 24, 25, 26, 27, 29, 30, 31, 32, 33, 34, 36, 38, 40), Wohnhäuser (Prinzenstraße 3, 10, 12, 14, 19, 22), Doppelgiebelhaus (Prinzenstraße 23), Wohnhaus (Paludanushaus) (Prinzenstraße 28), Relieftafeln (Prinzenstraße 3, 8, 10, 12, 25) | [[Vorlage:Bilderwunsch/code!/O:Wohn- und Geschäftshäuser Prinzenstraße!/C:54.37468,9.088376!/D:Prinzenstraße 3, 4, 5, 6, 7, 8, 9, 10, 11, 12, 13, 14, 15, 16, 17, 18, 19, 20, 21, 22, 23, 24, 25, 26, 27, 28, 29, 30, 31, 32, 33, 34, 36, 38, 40, Wohn- und Geschäftshäuser Prinzenstraße!/\|BW]] |
| 40071          | Prinzesstraße 1, 2, 3, 4, 5, 6, 7, 8, 10, 11, 13, 14, 15, 16, 17, 18, 19, 20, 21, 22, 23, 24, 25, 26, 27, 28, 30, 31, 32, 33, 35, 37, 39, Kirchenstraße 2 (54° 22′ 30″ N, 9° 5′ 19″ O)      | Baugruppe Prinzesstraße                          | Baugruppe Prinzesstraße; 17. Jh. bis 2. Hälfte 20. Jh.; geschlossene Bebauung aus Wohn-, Wirtschafts- und Schulgebäuden an Ost- und Westseite der Prinzesstraße, niedrige, überwiegend traufständige ein- bis dreigeschossige Backsteinbauten, Fassaden teilweise hell geschlämmt, unter Satteldächern - Begründung: geschichtlich, städtebaulich - Schutzumfang: ehem. Schule (Kirchenstraße 2); Wohnhaus des Schmieds (Prinzesstraße 1); Schmiede (Prinzesstraße 3); Wohn- und Wirtschaftsgebäude (Prinzesstraße 7, 35); Kleines Giebelhaus (Prinzesstraße 26); Wohn- und Geschäftshaus (Prinzesstraße 39); Wohnhäuser (Prinzenstraße 2, 4, 5, 6, 8, 10, 11, 13, 14, 15, 16, 17, 18, 19, 20, 21, 22, 23, 24, 25, 27, 28, 30, 31, 32, 33, 37) | Fotos hochladen |
| 44700          | Schmiedestraße 3, 5, 7, 9, 11 (54° 22′ 39″ N, 9° 5′ 26″ O) | Baugruppe Schmiedestraße 3-11                    | Baugruppe Schmiedestraße 3-11; Mitte 19. Jh. bis Anfang 20. Jh., Straßenzug mit kleinen, eingeschossigen Handwerkerhäusern, traufund giebelständig unter Satteldächern, vornehmlich Backsteinfassaden - Begründung: geschichtlich, städtebaulich - Schutzumfang: Wohnhäuser (Schmiedestraße 7, 9, 11), Wohn und Wirtschaftsgebäude (Schmiedestraße 3, 5) | BW |
| 44576          | Westerhafenstraße 1, 3, 5, 7, 9, 11, 13, 15, 17 (54° 22′ 32″ N, 9° 5′ 11″ O) | Baugruppe Westerhafenstraße 1-17                 | Baugruppe Westerhafenstraße 1-17; überwiegend 2. Hälfte 19. Jh.; Straßenzug mit traufständigen, vorrangig zweigeschossigen Backsteinbauten unter Satteldächern, Fassaden teilweise hell geschlämmt oder verputzt - Begründung: geschichtlich, städtebaulich - Schutzumfang: Wohnhäuser (Westerhafenstraße 1, 5, 7, 9, 11, 13, 15, 17), Wohn- und Wirtschaftsgebäude (Westerhafenstraße 3) | BW |
| 44677          | Westermarktstraße 3, 5, 7, 9, 11 (54° 22′ 34″ N, 9° 5′ 14″ O) | Wohn- und Geschäftshäuser Westermarktstraße 3-11 | Wohn- und Geschäftshäuser Westermarktstraße 3-11; überwiegend 2. Hälfte 19. Jh., Straßenzug mit traufständigen, überwiegend zweigeschossigen Wohn- und Geschäftshäusern - Begründung: geschichtlich, städtebaulich - Schutzumfang: Wohnhäuser (Westermarktstraße 3, 7, 9), Wohn- und Geschäftshäuser (Westermarktstraße 5, 11) | BW |
| 44683          | Westermarktstraße 10, 12, 14, 16, 18, 20, 22 (54° 22′ 35″ N, 9° 5′ 13″ O) | Baugruppe Westermarktstraße 10-22                | Baugruppe Westermarktstraße 10-22; Straßenzug mit meist traufständigen, zwei- bis dreigeschossigen Wohnhäusern, überwiegend mit Fassaden des 19. Jahrhunderts - Begründung: geschichtlich, städtebaulich - Schutzumfang: Wohnhäuser Westermarktstraße 10, 12, 16, 18, 20, 22, Wohn- und Geschäftshaus Westermarktstraße 14 | BW |

## Bauliche Anlagen
| Objekt-ID      | Lage                                                    | Offizielle Bezeichnung                                        | Beschreibung | Bild                             |
| -------------- | ------------------------------------------------------- | ------------------------------------------------------------- | --- | -------------------------------- |
| 39769          | Am Binnenhafen 3 (54° 22′ 30″ N, 9° 5′ 8″ O)            | ehem. Post                                                    | ehem. Post; 1889; zweigeschossiger Backsteinbau in Ecklage mit Satteldach, zum Binnenhafen traufständig, Hauptfassade in acht Achsen, äußere Achsen durch Zwerchhaus betont - Begründung: geschichtlich, städtebaulich - Schutzumfang: gesamtes Objekt - Denkmaltyp: Bauliche Anlage, Mehrheit von baulichen Anlagen: Baugruppe Am Binnenhafen 1-4 | BW                               |
| 39771          | Am Binnenhafen 10 (54° 22′ 33″ N, 9° 5′ 9″ O)           | Wohnhaus                                                      | Wohnhaus; Mitte 19. Jh.; eingeschossiger geschlämmter Backsteinbau mit Satteldach auf schmalem Grundstück in Ecklage, Hauptfassade mit Trauffries, Giebelbekrönungen und Mauerankern - Begründung: geschichtlich, städtebaulich - Schutzumfang: gesamtes Objekt - Denkmaltyp: Bauliche Anlage, Mehrheit von baulichen Anlagen: Wohnhäuser Am Binnenhafen 10-16 | BW                               |
| 6087 Wikidata  | Am Binnenhafen 17 (54° 22′ 35″ N, 9° 5′ 10″ O)          | Ehemalige Synagoge                                            | Synagoge Friedrichstadt; 1847; zweigeschossiger Gelbsteinbau im Rundbogenstil mit Walmdach in Ecklage, rekonstruierte Eingangsfront mit dreifacher Rundbogengliederung, ehem. Bogengliederung an südlicher Längsseite 1938-41 durch Rechteckfenster ersetzt - Begründung: geschichtlich, städtebaulich - Schutzumfang: gesamtes Objekt - Denkmaltyp: Bauliche Anlage, Sachgesamtheit: Synagoge Friedrichstadt | Fotos hochladen                  |
| 6088 Wikidata  | Am Binnenhafen 18 (54° 22′ 36″ N, 9° 5′ 10″ O)          | Wohnhaus (ehem. Judenschule)                                  | ehem. Judenschule; um 1847; errichtet im Kontext und direkter Nachbarschaft zur Synagoge Friedrichstadt, zweigeschossiger Backsteinbau mit Walmdach, dreiachsig mit scheitrechten Fensterstürzen, durch Umbau in Wohnhaus verändert - Begründung: geschichtlich, städtebaulich - Schutzumfang: gesamtes Objekt - Denkmaltyp: Bauliche Anlage, Sachgesamtheit: Synagoge Friedrichstadt | Fotos hochladen                  |
| 39779          | Am Binnenhafen 22 (54° 22′ 37″ N, 9° 5′ 10″ O)          | Wohnhaus                                                      | Wohnhaus; Anfang 20. Jh.; hervorgehobene Ecklage, eingeschossiger Backsteinbau in Formen des Heimatschutzstiles, hohes Mansarddach, Nordfassade mit großem, halbrundem Fenster und darüber liegendem Zwerchhaus. Westgiebel mit Eingang und Standerker - Begründung: geschichtlich, städtebaulich - Schutzumfang: gesamtes Objekt - Denkmaltyp: Bauliche Anlage | BW                               |
| 51019          | Am Deich 6 (54° 22′ 25″ N, 9° 5′ 16″ O)                 | Altes Zollhaus                                                | Altes Zollhaus; zwischen 1851 und 1862; breit gelagerter, geschlämmter Backsteinbau in spätklassizistischen Formen, zweigeschossig mit Satteldach, symmetrisch gegliederte Hauptfront mit zwei Eingängen, bauzeitliche Türen und Fenster, im Innern historische Ausstattungen - Begründung: geschichtlich, städtebaulich - Schutzumfang: gesamtes Objekt - Denkmaltyp: Bauliche Anlage | BW                               |
| 39784          | Am Fürstenburgwall 7 (54° 22′ 28″ N, 9° 5′ 14″ O)       | Wohnhaus                                                      | Wohnhaus; 1852 oder 1854, Architekt Gustav Ludolf Martens; zweigeschossiger, traufständiger Satteldachbau im Rundbogenstil mit Attikazone und Kellergeschoss, Fassade gelber Ziegel, Fenster mit Rund- und Segmentbögen, Wappentafeln des Vorgängerbaus - Begründung: geschichtlich, städtebaulich - Schutzumfang: gesamtes Objekt - Denkmaltyp: Bauliche Anlage, Mehrheit von baulichen Anlagen: Wohn- und Geschäftshäuser Am Fürstenburgwall | Fotos hochladen                  |
| 6349 Wikidata  | Am Fürstenburgwall 9 (54° 22′ 28″ N, 9° 5′ 13″ O)       | Wohnhaus                                                      | Wohnhaus; nach 1850; zweigeschossiger, giebelständiger Satteldachbau mit hell geschlämmter Ziegelfassade, vierachsig, Segmentbogenfenster - Begründung: geschichtlich, städtebaulich - Schutzumfang: gesamtes Objekt - Denkmaltyp: Bauliche Anlage, Mehrheit von baulichen Anlagen: Wohn- und Geschäftshäuser Am Fürstenburgwall | Fotos hochladen                  |
| 17 Wikidata    | Am Fürstenburgwall 11 (54° 22′ 28″ N, 9° 5′ 11″ O)      | Wohnhaus                                                      | Wohnhaus; 1625, 1837, Ende 19. Jh.; Teil des sog. Fünf-GiebelHauses, zwei parallel geführte, giebelständige Satteldachbauten, zur Straße abgewalmt, zweigeschossig mit Keller- und Dachgeschoss, gemeinsame vorgesetzte Putzfassade - Begründung: geschichtlich, künstlerisch, städtebaulich - Schutzumfang: gesamtes Objekt - Denkmaltyp: Bauliche Anlage, Mehrheit von baulichen Anlagen: Wohn- und Geschäftshäuser Am Fürstenburgwall | Fotos hochladen                  |
| 2942 Wikidata  | Am Fürstenburgwall 12 – 13 (54° 22′ 29″ N, 9° 5′ 10″ O) | Wohnhaus                                                      | Wohnhaus; 1625, 1837; Teil des sog. Fünf-Giebel-Hauses, Doppelhaus mit zwei parallelen Satteldächern in Giebelstellung, straßenseitig abgewalmt, zweigeschossig mit Keller- und Dachgeschoss, einheitliche Putzfassade mit zwei rundbogigen Zugängen - Begründung: geschichtlich, künstlerisch, städtebaulich - Schutzumfang: gesamtes Objekt - Denkmaltyp: Bauliche Anlage, Mehrheit von baulichen Anlagen: Wohn- und Geschäftshäuser Am Fürstenburgwall | Fotos hochladen                  |
| 32798 Wikidata | Am Fürstenburgwall 14 (54° 22′ 29″ N, 9° 5′ 10″ O)      | Wohnhaus                                                      | Bürgerhaus; 1. Hälfte 17. Jh./Ende 19. Jh.; dreigeschossiger und giebelständiger Satteldachbau, zweiachsige Ziegelfassade, Segmentbogenfenster mit verputzten Stürzen - Begründung: geschichtlich, städtebaulich - Schutzumfang: gesamtes Objekt - Denkmaltyp: Bauliche Anlage, Mehrheit von baulichen Anlagen: Wohn- und Geschäftshäuser Am Fürstenburgwall | Fotos hochladen                  |
| 2945 Wikidata  | Am Fürstenburgwall 15 (54° 22′ 29″ N, 9° 5′ 9″ O)       | Röm.-Kath. Kirche St. Knud mit Ausstattung                    | Die ehemalige katholische Kirche wurde 1853 im neugotischen Stil erbaut. Im Jahre 2003 wurde die Kirche säkularisiert. In der Kirche ein Holzkruzifix aus der Zeit um 1230 / 1240. Röm.-Kath. Kirche St. Knud mit Ausstattung; 1853, Baumeister Eggermann; neugotische Saalkirche, turmloser Backsteinbau, qualitätvolle Ausstattung u.a. Holzkruzifix um 1230/40, Gestühl 1760 und Taufschale 1785 - Begründung: geschichtlich, künstlerisch, städtebaulich - Schutzumfang: gesamtes Objekt - Denkmaltyp: Bauliche Anlage, Sachgesamtheit: Röm.-Kath. Kirche St. Knud                  | weitere Fotos \| Fotos hochladen |
| 39029          | Am Fürstenburgwall (54° 22′ 27″ N, 9° 5′ 14″ O)         | Brücke „Goldenes Tor“                                         | Brücke „Goldenes Tor“; 1867; aus Ziegeln aufgemauerte Bogenbrücke über den Fürstenburgwall, Schlusssteine aus Sandstein mit Jahreszahl, schmiedeeisernes Brückengeländer - Begründung: geschichtlich, städtebaulich - Schutzumfang: gesamtes Objekt - Denkmaltyp: Bauliche Anlage | BW                               |
| 2916 Wikidata  | Am Markt (54° 22′ 34″ N, 9° 5′ 19″ O)                   | Brunnenhäuschen mit Pumpe                                     | Marktbrunnen; 1879, H. Rohardt; gusseiserne Pumpe in neugotischem Baldachingehäuse aus Holz, urspr. schlicht braun, Spruchinschrift von Klaus Groth - Begründung: geschichtlich, städtebaulich - Schutzumfang: gesamtes Objekt - Denkmaltyp: Bauliche Anlage, Mehrheit von baulichen Anlagen: Marktplatz Friedrichstadt | weitere Fotos \| Fotos hochladen |
| 26987 Wikidata | Am Markt (54° 22′ 34″ N, 9° 5′ 20″ O)                   | Reichgründungsdenkmal (1891)                                  | Reichgründungsdenkmal; 1891, Andreas Twiehaus; anlässlich des zwanzigsten Jahrestages der Reichsgründung Aufstellung vor der Friedenseiche, steinerner Obelisk mit Reichsadler - Begründung: geschichtlich, städtebaulich - Schutzumfang: gesamtes Objekt - Denkmaltyp: Bauliche Anlage, Mehrheit von baulichen Anlagen: Marktplatz Friedrichstadt | Fotos hochladen                  |
| 6610 Wikidata  | Am Markt 2 (54° 22′ 34″ N, 9° 5′ 22″ O)                 | Wohnhaus                                                      | Wohnhaus; im Kern 17. Jh.; giebelständiger Putzbau mit steilem Satteldach, zweigeschossig mit Geschoss- und Brüstungsprofilen - Begründung: geschichtlich, städtebaulich - Schutzumfang: gesamtes Objekt - Denkmaltyp: Bauliche Anlage, Mehrheit von baulichen Anlagen: Marktplatz Friedrichstadt | Fotos hochladen                  |
| 39009          | Am Markt 3 (54° 22′ 34″ N, 9° 5′ 22″ O)                 | Wohnhaus                                                      | Wohnhaus; 1906; zweigeschossiger Bau mit hohem Kellergeschoss und einhüftigem Satteldach, Fassadengestaltung im Schweizerhaus-Stil mit Erker und versetztem Doppelgiebel; mit Rückgebäude - Begründung: geschichtlich, städtebaulich - Schutzumfang: gesamtes Objekt - Denkmaltyp: Bauliche Anlage, Mehrheit von baulichen Anlagen: Marktplatz Friedrichstadt | BW                               |
| 2920 Wikidata  | Am Markt 11 (54° 22′ 33″ N, 9° 5′ 18″ O)                | Rathaus                                                       | Rathaus; nach 1850 / 1910; breiter, traufständiger Satteldachbau im Stil der holländischen Renaissance, zum Markt zwei Treppengiebel und reich ornamentierte Klinkerfassade mit Putzgliederung - Begründung: geschichtlich, künstlerisch, städtebaulich - Schutzumfang: gesamtes Objekt - Denkmaltyp: Bauliche Anlage, Mehrheit von baulichen Anlagen: Marktplatz Friedrichstadt | Fotos hochladen                  |
| 2921 Wikidata  | Am Markt 12 (54° 22′ 33″ N, 9° 5′ 17″ O)                | ehem. Rathaus (Amtsgericht)                                   | ehem. Rathaus (Amtsgericht); 1854, königl. Bauinspektor Meyer, Umbau 1910; zweigeschossiger, traufständiger Gelbsteinbau im Rundbogenstil, mit Treppengiebel und Satteldach - Begründung: geschichtlich, künstlerisch, städtebaulich - Schutzumfang: gesamtes Objekt - Denkmaltyp: Bauliche Anlage, Mehrheit von baulichen Anlagen: Marktplatz Friedrichstadt | Fotos hochladen                  |
| 2922 Wikidata  | Am Markt 16 (54° 22′ 33″ N, 9° 5′ 16″ O)                | Wohn- und Geschäftshaus                                       | Wohn- und Geschäftshaus; 2. V. 17. Jh., hoher, zweigeschossiger Backsteinbau mit Schlämme, Satteldach mit zweigeschossigem Treppengiebel zum Markt, niedriges zweigeschossiges Hinterhaus in der Westmarktstraße - Begründung: geschichtlich, städtebaulich - Schutzumfang: gesamtes Objekt - Denkmaltyp: Bauliche Anlage, Mehrheit von baulichen Anlagen: Marktplatz Friedrichstadt | Fotos hochladen                  |
| 1887 Wikidata  | Am Markt 18 (54° 22′ 34″ N, 9° 5′ 16″ O)                | Wohn- und Geschäftshaus                                       | Wohn- und Geschäftshaus; 2. V. 17. Jh.; zweigeschossiger, giebelständiger Backsteinbau mit Schlämme, Satteldach mit asymmetrischem, zweigeschossigem Treppengiebel - Begründung: geschichtlich, städtebaulich - Schutzumfang: gesamtes Äußeres - Denkmaltyp: Bauliche Anlage, Mehrheit von baulichen Anlagen: Marktplatz Friedrichstadt | Fotos hochladen                  |
| 2923 Wikidata  | Am Markt 19 (54° 22′ 35″ N, 9° 5′ 16″ O)                | ehem. Apotheke                                                | Apotheke; 2. V. 17. Jh.; zweigeschossiger, giebelständiger Putzbau mit Satteldach, dreigeschossiger Treppengiebel, symmetrisch gegliederter Fassade mit aufwändig gestaltetem Mittelportal und großen Schaufenstern. Rückwärtig Apothekergarten - Begründung: geschichtlich, städtebaulich - Schutzumfang: gesamtes Objekt - Denkmaltyp: Bauliche Anlage, Mehrheit von baulichen Anlagen: Marktplatz Friedrichstadt | Fotos hochladen                  |
| 2924 Wikidata  | Am Markt 21 (54° 22′ 35″ N, 9° 5′ 16″ O)                | Wohnhaus                                                      | Wohn- und Geschäftshaus; 2. V. 17. Jh.; zweigeschossiger, giebelständiger Putzbau mit Satteldach, dreiachsige Hauptfassade mit dreigeschossigem Treppengiebel, Fenstern mit korbbogigen Blenden, Ziermaueranker - Begründung: geschichtlich, städtebaulich - Schutzumfang: gesamtes Objekt - Denkmaltyp: Bauliche Anlage, Mehrheit von baulichen Anlagen: Marktplatz Friedrichstadt | Fotos hochladen                  |
| 2925 Wikidata  | Am Markt 22 (54° 22′ 35″ N, 9° 5′ 17″ O)                | Wohnhaus                                                      | Wohn- und Geschäftshaus; 2. V. 17. Jh.; kleiner zweigeschossiger, giebelständiger Putzbau mit Satteldach, zweiachsige Fassade mit zweigeschossigem, geschlämmtem Treppengiebel, rückwärtiger Winkelanbau - Begründung: geschichtlich, städtebaulich - Schutzumfang: gesamtes Objekt - Denkmaltyp: Bauliche Anlage, Mehrheit von baulichen Anlagen: Marktplatz Friedrichstadt | Fotos hochladen                  |
| 2926 Wikidata  | Am Markt 23 (54° 22′ 35″ N, 9° 5′ 17″ O)                | Wohnhaus                                                      | Wohn- und Geschäftshaus; 2. V. 17. Jh.; An der Westseite des Marktplatzes gelegen. Zweigeschossiger, giebelständiger Satteldachbau mit Ziegelfassade in drei, ehem. vier Achsen - Begründung: geschichtlich, städtebaulich - Schutzumfang: gesamtes Objekt - Denkmaltyp: Bauliche Anlage, Mehrheit von baulichen Anlagen: Marktplatz Friedrichstadt | Fotos hochladen                  |
| 2927 Wikidata  | Am Mittelburgwall (54° 22′ 36″ N, 9° 5′ 19″ O)          | Steinbrücke                                                   | Steinbrücke; vermutl. 1773; Anlage der Brücke über den Mittelburgwall auf Stadtgründung zurückgehend, in heutiger einbogiger Form aus Granit gemauert wohl von 1773 - Begründung: geschichtlich, städtebaulich - Schutzumfang: Brücke mit Auffahrten - Denkmaltyp: Bauliche Anlage | Fotos hochladen                  |
| 28728          | Am Mittelburgwall 4 (54° 22′ 34″ N, 9° 5′ 22″ O)        | Wohnhaus                                                      | Wohn- und Geschäftshaus; 18. Jh., 1799 aufgestockt; zweigeschossiger, traufständiger Satteldachbau mit mittigem Zwerchhaus. Fassade in sechs Achsen mit geschossteilendem Deutschem Band und Mauerankern - Begründung: geschichtlich, städtebaulich - Schutzumfang: gesamtes Objekt - Denkmaltyp: Bauliche Anlage, Mehrheit von baulichen Anlagen: Wohnhäuser Mittelburgwall | BW                               |
| 2928 Wikidata  | Am Mittelburgwall 15 (54° 22′ 36″ N, 9° 5′ 15″ O)       | Wohnhaus                                                      | Wohnhaus; bez. 1790; eingeschossiger geschlämmter Backsteinbau in Traufstellung mit Satteldach und Mittelzwerchhaus, fünfachsige Gliederung mit reich ornamentierter Tür und Amsterdamer Stadtwappen als Sandsteinrelief - Begründung: geschichtlich, städtebaulich - Schutzumfang: gesamtes Objekt - Denkmaltyp: Bauliche Anlage, Mehrheit von baulichen Anlagen: Wohnhäuser Mittelburgwall | Fotos hochladen                  |
| 2930 Wikidata  | Am Mittelburgwall 18 (54° 22′ 36″ N, 9° 5′ 23″ O)       | Wohnhaus                                                      | Wohnhaus; im Kern 17. Jh., Fassade Mitte 19. Jh.; dreigeschossiger, traufständiger Putzbau mit Attikageschoss und Walmdach, reich gegliederte Fassade, barocke Haustüren - Begründung: geschichtlich, künstlerisch, städtebaulich - Schutzumfang: gesamtes Objekt - Denkmaltyp: Bauliche Anlage, Mehrheit von baulichen Anlagen: Wohnhäuser Mittelburgwall | Fotos hochladen                  |
| 2931 Wikidata  | Am Mittelburgwall 20 (54° 22′ 36″ N, 9° 5′ 22″ O)       | Wohnhaus mit Haustür                                          | Wohnhaus; im Kern 17. Jh., Fassade Mitte 19. Jh.; dreigeschossiger, traufständiger Putzbau mit Attikageschoss und Walmdach, reich gegliederte Fassade, barocke Haustüren - Begründung: geschichtlich, künstlerisch, städtebaulich - Schutzumfang: gesamtes Objekt - Denkmaltyp: Bauliche Anlage, Mehrheit von baulichen Anlagen: Wohnhäuser Mittelburgwall | Fotos hochladen                  |
| 4053 Wikidata  | Am Mittelburgwall 21 (54° 22′ 36″ N, 9° 5′ 13″ O)       | Mennoniten-Kirche (Bethaus) mit Ausstattung                   | Mennoniten-Kirche (Bethaus) mit Ausstattung; 1. Viertel 17. Jh.; Lage im Blockinnern, winklig an ein giebelständiges Vorderhaus anschließend, zweigeschossiger geschlämmter Backsteinbau mit Satteldach, eingeschossiger Anbau und Treppenturm im Winkel - Begründung: geschichtlich, künstlerisch, städtebaulich - Schutzumfang: gesamtes Objekt - Denkmaltyp: Bauliche Anlage, Sachgesamtheit: Mennoniten-Kirche (Bethaus) | Fotos hochladen                  |
| 19488 Wikidata | Am Mittelburgwall 21 (54° 22′ 36″ N, 9° 5′ 13″ O)       | Grabmale gemäß Inventar                                       | Grabmale gemäß Inventar; 17. u. 18. Jh.; überwiegend aus grauem Sandstein in stelenartiger Form mit geschweiftem Abschluss. - Begründung: geschichtlich, künstlerisch, städtebaulich - Schutzumfang: gesamtes Objekt - Denkmaltyp: Bauliche Anlage, Sachgesamtheit: Mennoniten-Kirche (Bethaus) | Fotos hochladen                  |
| 2932 Wikidata  | Am Mittelburgwall 22 (54° 22′ 37″ N, 9° 5′ 22″ O)       | Wohnhaus                                                      | Wohnhaus; 1902; zweigeschossiger, traufständiger Backsteinbau mit Kellergeschoss und Mansarddach, Putzgliederung, Balkon und bauzeitliche Gauben, Risalit mit großen, dreiteiligen Fenstern, Ziegelfassade mit Putzgliederung, im Inneren bauzeitliche Ausstattung mit Kachelöfen - Begründung: geschichtlich, städtebaulich - Schutzumfang: gesamtes Objekt - Denkmaltyp: Bauliche Anlage, Mehrheit von baulichen Anlagen: Wohnhäuser Mittelburgwall | Fotos hochladen                  |
| 2933 Wikidata  | Am Mittelburgwall 23 (54° 22′ 36″ N, 9° 5′ 14″ O)       | sog. Alte Münze                                               | sog. Alte Münze; um 1626; zweigeschossiger, giebelständiger Backsteinbau unter ausgebautem Satteldach, reiche Gliederung durch Sandsteinelemente und Zierversatz - Begründung: geschichtlich, künstlerisch, städtebaulich - Schutzumfang: gesamtes Objekt - Denkmaltyp: Bauliche Anlage, Mehrheit von baulichen Anlagen: Wohnhäuser Mittelburgwall | Fotos hochladen                  |
| 2934 Wikidata  | Am Mittelburgwall 24 (54° 22′ 37″ N, 9° 5′ 21″ O)       | Neberhaus                                                     | Wohnhaus; 2. Viertel 17. Jh., restauriert 1961-63 u. 1970/71; zweigeschossiger Backsteinbau mit Treppengiebel und Satteldach, Hauptfassade mit Sohlbankgesimsen und Korbbögen über den Fenstern im Zierversatz, Innen bauzeitliche Ausstattung; Rückgebäude und Zisterne - Begründung: geschichtlich, städtebaulich - Schutzumfang: Neberhaus, Zisterne - Denkmaltyp: Bauliche Anlage, Mehrheit von baulichen Anlagen: Wohnhäuser Mittelburgwall | Fotos hochladen                  |
| 2935 Wikidata  | Am Mittelburgwall 30 (54° 22′ 37″ N, 9° 5′ 18″ O)       | Wohnhaus                                                      | Wohnhaus; 2. Viertel 17. Jh.; zweigeschossiger, traufständiger Backsteinbau im Stil der holländischen Renaissance, mit Treppengiebel und Satteldach - Begründung: geschichtlich, städtebaulich - Schutzumfang: gesamtes Objekt - Denkmaltyp: Bauliche Anlage, Mehrheit von baulichen Anlagen: Wohnhäuser Mittelburgwall | Fotos hochladen                  |
| 2936 Wikidata  | Am Mittelburgwall 34 (54° 22′ 38″ N, 9° 5′ 17″ O)       | Wohnhaus                                                      | Wohnhaus; 2. Viertel 17. Jh.; zwei hintereinanderliegende dreigeschossige Häuser, Vorderhaus geschlämmter Backsteinbau, traufständig mit Satteldach, Fassade in fünf Achsen mit vier figürlichen Sandsteinreliefs - Begründung: geschichtlich, künstlerisch, städtebaulich - Schutzumfang: gesamtes Objekt - Denkmaltyp: Bauliche Anlage, Mehrheit von baulichen Anlagen: Wohnhäuser Mittelburgwall | Fotos hochladen                  |
| 4052 Wikidata  | Am Mittelburgwall 40 (54° 22′ 39″ N, 9° 5′ 16″ O)       | Ev.-luth. Kirche St. Christophorus mit Ausstattung            | Die evangelische Kirche wurde von 1643 bis 1649 von J. v. d. Meulenerbaut. Gelbsteinbau, flach gedeckte Saalkirche mit 5/10-Schluss, Eckquader, Gewände und figürliche Keilsteine aus Sandstein, Westturm 1656/57 erbaut, Altargemälde von 1675 J. Ovens (1675); Die Ausstattung ist zum größten Teil aus dem Jahr 1861. - Begründung: geschichtlich, künstlerisch, städtebaulich - Schutzumfang: gesamtes Objekt - Denkmaltyp: Bauliche Anlage, Sachgesamtheit: Ev.-luth. Kirche St. Christophorus                                                                                     | weitere Fotos \| Fotos hochladen |
| 39071          | Am Ostersielzug 7 (54° 22′ 30″ N, 9° 5′ 30″ O)          | ehem. Gemeindehaus der Remonstranten mit Mikwah               | ehem. Gemeindehaus der Remonstranten (auch Brückenstraße 1a); 1909-1910, von Johannes Verheul und Ernst Stoffers; freistehender Backsteinbau aus zweigeschossigem, fünfachsigem Vorderhaus mit Komplexdach und je zwei hohen Treppengiebeln sowie anliegendem, eingeschossigem Rückgebäude mit Walmdach, neobarocke Fassade mit Blendbögen, Sandstein- und Skulpturenschmuck; im Keller jüdische Mikwah; 1929 - Begründung: geschichtlich, wissenschaftlich, künstlerisch, städtebaulich - Schutzumfang: ehem. Gemeindehaus der Remonstranten mit Mikwah, - Denkmaltyp: Bauliche Anlage | BW                               |
| 2937 Wikidata  | Am Stadtfeld 2 (54° 22′ 37″ N, 9° 5′ 18″ O)             | Wohnhaus                                                      | Wohnhaus; ehem. Schule; 2. Viertel 17. Jh.; zweigeschossiger Backsteinbau in Stil der holländischen Bürgerhäuser der Renaissance mit Treppengiebel zum Mittelburgwall, eingeschossiger Rückflügel mit Mansarddach - Begründung: geschichtlich, städtebaulich - Schutzumfang: gesamtes Objekt - Denkmaltyp: Bauliche Anlage, Mehrheit von baulichen Anlagen: Wohnhäuser Mittelburgwall | Fotos hochladen                  |
| 10528 Wikidata | Am Stadtfeld 4 (54° 22′ 38″ N, 9° 5′ 19″ O)             | Wohnhaus                                                      | Alteintragung (Aktualisierung vorgesehen) - Begründung: Alteintragung (Aktualisierung vorgesehen) - Schutzumfang: Alteintragung (Aktualisierung vorgesehen) - Denkmaltyp: Bauliche Anlage | Fotos hochladen                  |
| 2938 Wikidata  | Am Stadtfeld 11 (54° 22′ 38″ N, 9° 5′ 21″ O)            | Wohnhaus                                                      | Alteintragung (Aktualisierung vorgesehen) - Begründung: geschichtlich, städtebaulich - Schutzumfang: gesamtes Äußeres - Denkmaltyp: Bauliche Anlage | Fotos hochladen                  |
| 2939 Wikidata  | Am Stadtfeld 19 (54° 22′ 40″ N, 9° 5′ 23″ O)            | Wohnhaus                                                      | Alteintragung (Aktualisierung vorgesehen) - Begründung: geschichtlich, städtebaulich - Schutzumfang: Alteintragung (Aktualisierung vorgesehen) - Denkmaltyp: Bauliche Anlage | Fotos hochladen                  |
| 117 Wikidata   | Am Stadtfeld 28 (54° 22′ 41″ N, 9° 5′ 21″ O)            | Wohnhaus                                                      | Alteintragung (Aktualisierung vorgesehen) - Begründung: geschichtlich, städtebaulich - Schutzumfang: Alteintragung (Aktualisierung vorgesehen) - Denkmaltyp: Bauliche Anlage | Fotos hochladen                  |
| 44720          | Am Stadtfeld 31 (54° 22′ 42″ N, 9° 5′ 22″ O)            | Wohnhaus                                                      | Wohnhaus; 2. Hälfte 19. Jahrhundert; zweigeschossiger traufständiger Backsteinbau unter auskragendem Schopfwalmdach, Standerker mit Altan an der Südseite, Westseite Hauseingang mit Backsteinportal - Begründung: geschichtlich, städtebaulich - Schutzumfang: gesamtes Objekt - Denkmaltyp: Bauliche Anlage | BW                               |
| 30505          | Am Stadtfeld (54° 22′ 41″ N, 9° 5′ 22″ O)               | Denkmal für die Gefallenen der schleswig-holsteinischen Armee | Denkmal für die Gefallenen der schleswig-holsteinischen Armee; 1983; Obelisk aus Granit über Bruchsteinsockel, Ehrenmal für die Schlacht von 1850 vor Friedrichstadt - Begründung: geschichtlich, städtebaulich - Schutzumfang: gesamtes Objekt - Denkmaltyp: Bauliche Anlage | BW                               |
| 8069 Wikidata  | Bahnhofstraße (54° 22′ 36″ N, 9° 4′ 43″ O)              | Meilenstein                                                   | Alteintragung (Aktualisierung vorgesehen) - Begründung: geschichtlich, wissenschaftlich, Kulturlandschaft prägend - Schutzumfang: gesamtes Objekt - Denkmaltyp: Bauliche Anlage | Fotos hochladen                  |
| 22809 Wikidata | Bahnhofstraße 1 (54° 22′ 38″ N, 9° 4′ 46″ O)            | Bahnhof Friedrichstadt                                        | Bahnhof Friedrichstadt; 1887, 1934; westlich des Stadtkerns befindlicher Bahnhof sowie nahe gelegenes Stellwerk Ff; Bahnhof; zweigeschossiger Ziegelbau mit flachgeneigtem Satteldach sowie nach Süden anschließende eingeschossige Bahnhofsgaststätte und nach Norden anschließende eingeschossige Lagerhalle - Begründung: geschichtlich, städtebaulich - Schutzumfang: gesamtes Objekt - Denkmaltyp: Bauliche Anlage, Sachgesamtheit: Bahnhof Friedrichstadt | Fotos hochladen                  |
| 30464 Wikidata | Bahnhofstraße 1 a (54° 22′ 36″ N, 9° 4′ 47″ O)          | Stellwerk Ff                                                  | Stellwerk Ff; 1934; Fahrdienstleiterstellwerk außer Betrieb; zweigeschossiger Ziegelbau mit überkragendem Flachdach und rundem Abschluss mit Fensterband nach Süden - Begründung: geschichtlich, städtebaulich, technisch - Schutzumfang: gesamtes Objekt - Denkmaltyp: Bauliche Anlage, Sachgesamtheit: Bahnhof Friedrichstadt | Fotos hochladen                  |
| 40282          | Eiland 1 (54° 22′ 28″ N, 9° 5′ 4″ O)                    | Gasthaus „Holsteinisches Haus“                                | Gasthaus „Holsteinisches Haus“; um 1900; zweigeschossiger langgestreckter Backsteinbau unter ausgebautem schiefergedecktem Dach, Fassade mit rustizierten Putzzonen und -gesimsen, äußere Achsen von Ziergiebeln bekrönt - Begründung: geschichtlich, städtebaulich - Schutzumfang: gesamtes Äußeres - Denkmaltyp: Bauliche Anlage | BW                               |
| 51040          | Eiland 4 (54° 22′ 29″ N, 9° 5′ 5″ O)                    | Wohnhaus                                                      | Wohnhaus; um 1900; eingeschossiger traufständiger Putz- und Backsteinbau mit übergiebeltem Mittelrisalit, Backsteinziergliederung; zwei Torpfeiler - Begründung: geschichtlich, städtebaulich - Schutzumfang: Wohnhaus, Torpfeiler - Denkmaltyp: Bauliche Anlage | BW                               |
| 28880          | Flachsblumenstraße 1 (54° 22′ 42″ N, 9° 5′ 21″ O)       | Wohnhaus                                                      | Wohnhaus; wohl 1. Hälfte 19. Jh.; kleiner, eingeschossiger, weiß geschlämmter Backsteinbau, traufständig unter Schopfwalmdach, Fassade mit Mauerankern, zweiteilige Sprossenfenster - Begründung: geschichtlich, städtebaulich - Schutzumfang: gesamtes Objekt - Denkmaltyp: Bauliche Anlage | BW                               |
| 39894          | Flachsblumenstraße 2 (54° 22′ 42″ N, 9° 5′ 22″ O)       | Wohnhaus                                                      | Wohnhaus; ca. 1. Viertel 20. Jh.; eingeschossiger Backsteinbau unter ausgebautem Satteldach, Südseite mit großer Gaube, Ostseite mit Balkon, Fassade durch Rustizierungen und Zierversatz belebt - Begründung: geschichtlich, städtebaulich - Schutzumfang: gesamtes Objekt - Denkmaltyp: Bauliche Anlage | BW                               |
| 28884          | Flachsblumenstraße 19 (54° 22′ 43″ N, 9° 5′ 16″ O)      | ehem. Friedrichstädter Krankenhaus                            | ehem. Krankenhaus; 1892-94; Architekt Johann Heinrich Gehl; zweigeschossiger, giebelständiger Backsteinbau mit flachgeneigtem Satteldach mit westlich anschließendem traufständigen, eingeschossigen Backsteintrakt mit Drempelgeschoss und Satteldach - Begründung: geschichtlich, städtebaulich - Schutzumfang: gesamtes Objekt - Denkmaltyp: Bauliche Anlage | BW                               |
| 40112          | Herzog-Friedrich-Straße 2 (54° 22′ 29″ N, 9° 5′ 32″ O)  | Wohnhaus                                                      | Wohnhaus; um 1910; zweigeschossiger, giebelständiger Backsteinbau unter ausgebautem Satteldach, Fassade reich mit Sandsteinzierelementen gegliedert, geschweifter Schaugiebel - Begründung: geschichtlich, künstlerisch, städtebaulich - Schutzumfang: gesamtes Objekt - Denkmaltyp: Bauliche Anlage, Mehrheit von baulichen Anlagen: Wohnhäuser Herzog-Friedrich-Straße 1-2 | BW                               |
| 39901          | Holmertorstraße 10 (54° 22′ 37″ N, 9° 5′ 28″ O)         | ehem. Senffabrik                                              | ehem. Senffabrik; 1895, Baumeister J. J. Clasen; in neogotischer Formensprache errichtet, zweigeschossiger Ziegelbau mit Satteldach auf L-förmigem Grundriss in Ecklage - Begründung: geschichtlich, städtebaulich - Schutzumfang: gesamtes Äußeres - Denkmaltyp: Bauliche Anlage, Mehrheit von baulichen Anlagen: Baugruppe Holmertorstraße | BW                               |
| 7080 Wikidata  | Holmertorstraße 11 (54° 22′ 37″ N, 9° 5′ 29″ O)         | Gasthaus                                                      | ehem. Gasthaus; 1870er Jahre; zweigeschossiger Ziegelbau mit Kellergeschoss und Satteldach mit Pfannendeckung sowie aufwendigem Holzschnitzwerk am Giebel - Begründung: geschichtlich, städtebaulich - Schutzumfang: gesamtes Objekt - Denkmaltyp: Bauliche Anlage, Mehrheit von baulichen Anlagen: Baugruppe Holmertorstraße | Fotos hochladen                  |
| 39902          | Holmertorstraße 12 (54° 22′ 37″ N, 9° 5′ 28″ O)         | Wohnhaus                                                      | Wohnhaus; 1912; dreigeschossiger, traufständiger Backsteinbau unter Satteldach, linke Hausachse risalitartig mit Dreiecksgiebel betont, Fassade mit bossierten Lisenen, Ädikulaportal - Begründung: geschichtlich, städtebaulich - Schutzumfang: gesamtes Objekt - Denkmaltyp: Bauliche Anlage, Mehrheit von baulichen Anlagen: Baugruppe Holmertorstraße | BW                               |
| 39906          | Kirchenstraße 2 (54° 22′ 31″ N, 9° 5′ 19″ O)            | ehem. Schule                                                  | ehem. Schule; nach 1850; Architekt Gustav Ludolf Martens; zweigeschossiger Satteldachbau in Ecklage, Fassade in gelben Ziegeln mit Treppenfries am Giebel - Begründung: geschichtlich, städtebaulich - Schutzumfang: gesamtes Objekt - Denkmaltyp: Bauliche Anlage, Mehrheit von baulichen Anlagen: Baugruppe Prinzesstraße | BW                               |
| 39046          | Kirchenstraße 7 (54° 22′ 29″ N, 9° 5′ 21″ O)            | Wohn- und Wirtschaftsgebäude                                  | Wohn- und Wirtschaftsgebäude; 1928; zweigeschossiger giebelständiger Backsteinbau unter Satteldach mit Treppengiebel unter Korbbogenblenden - Begründung: geschichtlich, städtebaulich - Schutzumfang: gesamtes Objekt - Denkmaltyp: Bauliche Anlage, Mehrheit von baulichen Anlagen: Baugruppe Kirchenstraße 5-17 | BW                               |
| 40081          | Kirchenstraße 8 (54° 22′ 31″ N, 9° 5′ 17″ O)            | Wohnhaus                                                      | Wohnhaus; 1903; zweigeschossiger, giebelständiger Backsteinbau unter Satteldach, Treppengiebel mit geschweiftem Abschluss, Fassade mit profilierten Putzbändern und Korbbögen mit Zierversatz über den Fenstern - Begründung: geschichtlich, städtebaulich - Schutzumfang: gesamtes Objekt - Denkmaltyp: Bauliche Anlage | BW                               |
| 39909          | Kirchenstraße 9 (54° 22′ 30″ N, 9° 5′ 21″ O)            | Wohnhaus                                                      | Wohnhaus; wohl um 1900; eingeschossiger, giebelständiger Backsteinbau unter Satteldach, Fassade aus gelben Ziegeln, teils in Zierversatz, mit Putzornament an Ortgang, Tür- und Fensterrahmungen - Begründung: geschichtlich, städtebaulich - Schutzumfang: gesamtes Objekt - Denkmaltyp: Bauliche Anlage, Mehrheit von baulichen Anlagen: Baugruppe Kirchenstraße 5-17 | BW                               |
| 44725          | Kirchenstraße 25 (54° 22′ 30″ N, 9° 5′ 17″ O)           | Wohnhaus                                                      | Wohnhaus; wohl nach 1850; eingeschossiger, traufständiger Backsteinbau unter Satteldach mit mittigem Zwerchhaus, Fassade geschlämmt - Begründung: geschichtlich, städtebaulich - Schutzumfang: gesamtes Objekt - Denkmaltyp: Bauliche Anlage | BW                               |
| 12421 Wikidata | L 156 (54° 22′ 7″ N, 9° 5′ 41″ O)                       | Straßenbrücke über die Eider                                  | Alteintragung (Aktualisierung vorgesehen) - Begründung: Alteintragung (Aktualisierung vorgesehen) - Schutzumfang: Alteintragung (Aktualisierung vorgesehen) - Denkmaltyp: Bauliche Anlage | weitere Fotos \| Fotos hochladen |
| 2946 Wikidata  | Lohgerberstraße 22 (54° 22′ 33″ N, 9° 5′ 26″ O)         | Sog. Grafenhaus                                               | Alteintragung (Aktualisierung vorgesehen) - Begründung: geschichtlich, städtebaulich - Schutzumfang: Alteintragung (Aktualisierung vorgesehen) - Denkmaltyp: Bauliche Anlage | Fotos hochladen                  |
| 37116          | Lohgerberstraße 33 (54° 22′ 31″ N, 9° 5′ 26″ O)         | Wohn- und Geschäftshaus                                       | Wohnhaus; wohl nach 1850; eingeschossiger, breitgelagerter, gelber Backsteinbau unter ausgebautem Mansarddach mit drei hohen Dachgeschossen, breitem Zwerchhaus und zwei Gauben - Begründung: geschichtlich, städtebaulich - Schutzumfang: gesamtes Objekt - Denkmaltyp: Bauliche Anlage, Mehrheit von baulichen Anlagen: Baugruppe Lohgerberstraße 14, 33, 35 | BW                               |
| 39048          | Neue Straße 1 (54° 22′ 30″ N, 9° 5′ 12″ O)              | Wohnhaus                                                      | Wohnhaus; wohl kurz nach 1850; zweigeschossiger traufständiger geschlämmter Backsteinbau unter Satteldach, symmetrisch gegliederte Fassade mit hoher Tür in der Mittelachse - Begründung: geschichtlich, städtebaulich - Schutzumfang: gesamtes Objekt - Denkmaltyp: Bauliche Anlage | BW                               |
| 39049          | Neue Straße 5 (54° 22′ 30″ N, 9° 5′ 11″ O)              | ehem. Küsterhaus                                              | ehem. Küsterwohnhaus; 1853; zweigeschossiger Gelbsteinbau mit Satteldach und fünf Achsen - Begründung: geschichtlich, städtebaulich - Schutzumfang: gesamtes Objekt - Denkmaltyp: Bauliche Anlage, Sachgesamtheit: Röm.-Kath. Kirche St. Knud | BW                               |
| 9183           | Osterlilienstraße 2 (54° 22′ 37″ N, 9° 5′ 29″ O)        | Wohnhaus                                                      | Wohnhaus; 1875; zweigeschossiger Bau unter flachem Walmdach in Ecklage auf L-förmigem Grundriss mit abgeflachter Ecke, erhöhter Risalit nach Osten und eingeschossiger Anbau im Westen - Begründung: geschichtlich, städtebaulich - Schutzumfang: gesamtes Objekt - Denkmaltyp: Bauliche Anlage, Mehrheit von baulichen Anlagen: Baugruppe Holmertorstraße | BW                               |
| 39939          | Ostermarktstraße 5 (54° 22′ 34″ N, 9° 5′ 25″ O)         | Wohn- und Wirtschaftsgebäude                                  | Wohn- und Wirtschaftsgebäude; um 1900; dreigeschossiger Backsteinbau unter Flachdach, Fassade in vier Achsen mit Segmentbogenfenstern und Gesimsbändern mit Zierversatz - Begründung: geschichtlich, städtebaulich - Schutzumfang: gesamtes Objekt - Denkmaltyp: Bauliche Anlage | BW                               |
| 10396 Wikidata | Ostermarktstraße 15 (54° 22′ 32″ N, 9° 5′ 22″ O)        | Tischlerei Hansen mit Inventar                                | Alteintragung (Aktualisierung vorgesehen) - Begründung: Alteintragung (Aktualisierung vorgesehen) - Schutzumfang: Alteintragung (Aktualisierung vorgesehen) - Denkmaltyp: Bauliche Anlage | Fotos hochladen                  |
| 6940           | Prinzenstraße 16 (54° 22′ 30″ N, 9° 5′ 18″ O)           | Wohn- und Geschäftshaus                                       | Wohn- und Geschäftshaus; etwa 1860, im Kern 17./18. Jh.; zweigeschossiger, langgestreckter geschlämmter Backsteinbau in Ecklage, Satteldach, giebelständig zur Prinzenstraße, Fassaden mit Gurtband und Trauffries - Begründung: geschichtlich, städtebaulich - Schutzumfang: gesamtes Objekt - Denkmaltyp: Bauliche Anlage, Mehrheit von baulichen Anlagen: Wohn- und Geschäftshäuser Prinzenstraße | BW                               |
| 2951 Wikidata  | Prinzenstraße 19 (54° 22′ 30″ N, 9° 5′ 14″ O)           | Wohnhaus                                                      | Wohn- und Geschäftshaus; 1628-32, Fassade 1986 rekonstruiert (Architekt Bauer-Leseberg); zweigeschossiger, giebelständiger Gelbsteinbau mit Treppengiebel und Satteldach; historische Hofanlage - Begründung: geschichtlich, städtebaulich - Schutzumfang: gesamtes Objekt - Denkmaltyp: Bauliche Anlage, Mehrheit von baulichen Anlagen: Wohn- und Geschäftshäuser Prinzenstraße | Fotos hochladen                  |
| 2952 Wikidata  | Prinzenstraße 23 (54° 22′ 31″ N, 9° 5′ 15″ O)           | Wohnhaus                                                      | Wohn- und Geschäftshaus; bez. 1624; zwei parallel geführte, geschlämmte Backsteinbauten in Ecklage, zweigeschossig mit Satteldächern, zur Prinzenstraße giebelständige Treppengiebel mit Zahlenankern - Begründung: geschichtlich, städtebaulich - Schutzumfang: gesamtes Objekt - Denkmaltyp: Bauliche Anlage, Mehrheit von baulichen Anlagen: Wohn- und Geschäftshäuser Prinzenstraße | Fotos hochladen                  |
| 2954 Wikidata  | Prinzenstraße 28 (54° 22′ 31″ N, 9° 5′ 14″ O)           | Wohnhaus (Paludanushaus)                                      | Heute Versammlungshaus der dänischen Minderheit in Friedrichstadt; Wohnhaus, sog. Paludanushaus; 1637, Umbau 1840; zweigeschossiger geschlämmter Backsteinbau mit repräsentativem dreigeschossigem Treppengiebel und Satteldach, Rokoko-Tür und reich gegliederte Fassade, eingeschossiger Anbau mit Satteldach - Begründung: geschichtlich, künstlerisch, städtebaulich - Schutzumfang: gesamtes Objekt - Denkmaltyp: Bauliche Anlage, Mehrheit von baulichen Anlagen: Wohn- und Geschäftshäuser Prinzenstraße                                                                         | Fotos hochladen                  |
| 40004          | Prinzesstraße 7 (54° 22′ 28″ N, 9° 5′ 18″ O)            | Wohn- und Wirtschaftsgebäude                                  | Wohn- und Wirtschaftsgebäude; 1930; zweigeschossiger, traufständiger Satteldachbau in dunklem Klinkermauerwerk mit Feldsteinsockel, Eingangstür hinter Rundbogen und zwei TorEinfahrten mit Korbbögen - Begründung: geschichtlich, städtebaulich - Schutzumfang: gesamtes Objekt - Denkmaltyp: Bauliche Anlage, Mehrheit von baulichen Anlagen: Baugruppe Prinzesstraße | BW                               |
| 2955 Wikidata  | Prinzeßstraße 26 (54° 22′ 31″ N, 9° 5′ 19″ O)           | Kleines Giebelhaus                                            | Vermutlich wurde das Handwerkerhaus aus der Gründerzeit Friedrichstadts im zweiten Viertel des 17. Jahrhunderts errichtet. In den Jahren 1976 bis 1981 erfolgte eine denkmalgerechte Restaurierung. Kleines Giebelhaus; 2. V. 17. Jh.; kleiner eingeschossiger, giebelständiger geschlämmter Backsteinbau unter Satteldach mit profiliertem Holzgesims über dem Erdgeschoss und Giebel mit rundbogiger Firstzinne - Begründung: geschichtlich, städtebaulich - Schutzumfang: gesamtes Objekt - Denkmaltyp: Bauliche Anlage, Mehrheit von baulichen Anlagen: Baugruppe Prinzesstraße     | Fotos hochladen                  |
| 2956 Wikidata  | Prinzeßstraße 29 (54° 22′ 30″ N, 9° 5′ 20″ O)           | Remonstrantisch-Reformierte Kirche mit Ausstattung            | Die erste Kirche wurde 1625 erbaut, diese wurde 1850 zerstört. Von 1852 bis 1854 wurde die jetzige Kirche errichtet. Remonstrantisch-Reformierte Kirche mit Ausstattung; Pastor Mensinga und Landbaumeister Johann Friedrich Holm; spätklassizistische Saalkirche, längsrechteckiger, verputzter Ziegelbau unter Satteldach mit Westturm - Begründung: geschichtlich, künstlerisch, städtebaulich - Schutzumfang: gesamtes Objekt - Denkmaltyp: Bauliche Anlage, Sachgesamtheit: Remonstrantisch-Reformierte Kirche                                                                     | weitere Fotos \| Fotos hochladen |
| 19483 Wikidata | Prinzeßstraße 29 (54° 22′ 30″ N, 9° 5′ 21″ O)           | Grabmale gemäß Inventar                                       | Grabmale gemäß Inventar; 2. Hälfte 17. Jahrhunderts bis 1. Hälfte 18. Jahrhundert; Gruppe von zwei Grabplatten und mehreren Sandsteinstelen auf dem Kirchhof der remonstrantisch-reformierten Gemeinde. - Begründung: geschichtlich, künstlerisch - Schutzumfang: gesamtes Objekt - Denkmaltyp: Bauliche Anlage, Sachgesamtheit: Remonstrantisch-Reformierte Kirche | Fotos hochladen                  |
| 7994           | Prinzesstraße 39 (54° 22′ 32″ N, 9° 5′ 21″ O)           | Wohn- und Geschäftshaus                                       | Wohn- und Geschäftshaus; wohl um 1900; zweigeschossiger Backsteinbau unter Satteldach in Ecklage zum Markt mit drei Treppengiebeln - Begründung: geschichtlich, städtebaulich - Schutzumfang: gesamtes Objekt - Denkmaltyp: Bauliche Anlage, Mehrheit von baulichen Anlagen: Baugruppe Prinzesstraße | BW                               |
| 39987          | Schmiedestraße 1 (54° 22′ 39″ N, 9° 5′ 28″ O)           | Wohnhaus                                                      | Wohnhaus; um 1900; zweigeschossiger Backsteinbau unter Walmdach, Fassade belebt durch Zierputzfelder, Backsteinfriese und Ziermaueranker - Begründung: geschichtlich, städtebaulich - Schutzumfang: gesamtes Objekt - Denkmaltyp: Bauliche Anlage | BW                               |
| 39993          | Schmiedestraße 14 b-c (54° 22′ 40″ N, 9° 5′ 24″ O)      | ehem. Stall der Postfuhrhalterei                              | ehem. Stall der Postfuhrhalterei; um 1860; eingeschossiger, traufständiger gelber Backsteinbau unter ausgebautem Mansarddach, Fassade mit zwei großen Toren, kleinen Fenstern mit Rundbogen sowie halbrunden Eisengitterfenstern - Begründung: geschichtlich, städtebaulich - Schutzumfang: gesamtes Objekt - Denkmaltyp: Bauliche Anlage | BW                               |
| 32660          | Tönninger Straße 13 (54° 22′ 32″ N, 9° 4′ 54″ O)        | Wohnhaus                                                      | Wohnhaus; um 1900; villenartiger Satteldachbau mit Querhaus, eingeschossig mit Kellergeschoss und Drempel, Wintergarten, Backsteinfassade mit Putzbossen im Kellergeschoss, Dach mit Schieferdeckung und Ziergespärre - Begründung: geschichtlich, städtebaulich - Schutzumfang: gesamtes Objekt - Denkmaltyp: Bauliche Anlage | BW                               |
| 6911           | Tönninger Straße 15 (54° 22′ 32″ N, 9° 4′ 53″ O)        | Wohnhaus                                                      | Wohnhaus; um 1900; zweigeschossiger, villenartiger Ziegelsteinbau mit Halbwalmdach, Risalit mit Satteldach, vorgelagertem Standerker und Eingangsvorbau, Fassaden durch ziegelsichtige und verputzte Flächen gegliedert, teils mit floralem Ornament in Formen des Jugendstils - Begründung: geschichtlich, städtebaulich - Schutzumfang: gesamtes Objekt - Denkmaltyp: Bauliche Anlage | BW                               |
| 2957 Wikidata  | Westerhafenstraße 4 (54° 22′ 32″ N, 9° 5′ 12″ O)        | Speicher Schwarzes Roß                                        | Alteintragung (Aktualisierung vorgesehen) - Begründung: geschichtlich, städtebaulich - Schutzumfang: gesamtes Äußeres - Denkmaltyp: Bauliche Anlage | Fotos hochladen                  |
| 1258           | Westerhafenstraße 5 (54° 22′ 31″ N, 9° 5′ 13″ O)        | Wohnhaus                                                      | Wohnhaus; nach 1850; Architekt Gustav Ludolf Martens; zweigeschossiger, traufständiger, gelber Backsteinbau mit Attikazone unter Satteldach, Fassade mit Pilastergliederung und Medaillons mit Löwen und Hirschköpfen - Begründung: geschichtlich, städtebaulich - Schutzumfang: gesamtes Objekt - Denkmaltyp: Bauliche Anlage, Mehrheit von baulichen Anlagen: Baugruppe Westerhafenstraße 1-17 | BW                               |
| 32801          | Westerhafenstraße 17 (54° 22′ 32″ N, 9° 5′ 10″ O)       | Wohnhaus                                                      | Wohnhaus; wohl frühes 18. Jh.; zweigeschossiger, traufständiger, hell geschlämmter Backsteinbau unter Satteldach, Gesims mit Zahnfries, Maueranker, Innen erhaltene Details der Bauzeit - Begründung: geschichtlich, städtebaulich - Schutzumfang: gesamtes Objekt - Denkmaltyp: Bauliche Anlage, Mehrheit von baulichen Anlagen: Baugruppe Westerhafenstraße 1-17 | BW                               |
| 28882          | Westerhafenstraße 18 (54° 22′ 33″ N, 9° 5′ 10″ O)       | Wohnhaus                                                      | Wohnhaus; 19. Jh.; zweigeschossiger, giebelständiger Backsteinbau unter Satteldach, aufwändig gestaltete Fassade mit Zahn-, Zinnenund Treppenfriesen in roten und gelben Ziegeln - Begründung: geschichtlich, städtebaulich - Schutzumfang: gesamtes Objekt - Denkmaltyp: Bauliche Anlage, Mehrheit von baulichen Anlagen: Baugruppe Westermarktstraße 10-22 | BW                               |
| 6089 Wikidata  | Westermarktstraße 24 (54° 22′ 35″ N, 9° 5′ 10″ O)       | ehem. Rabbinat                                                | ehem. Rabbinat; um 1847; errichtet im Kontext und direkter Nachbarschaft zur Synagoge Friedrichstadt, eingeschossiger Putzbau, traufständig mit Satteldach, dreiachsig mit scheitrechten Fensterstürzen, durch Umbau in Wohnhaus verändert - Begründung: geschichtlich, städtebaulich - Schutzumfang: gesamtes Objekt - Denkmaltyp: Bauliche Anlage, Sachgesamtheit: Synagoge Friedrichstadt | Fotos hochladen                  |

## Teile von baulichen Anlagen
| Objekt-ID     | Lage                                              | Offizielle Bezeichnung           | Beschreibung | Bild            |
| ------------- | ------------------------------------------------- | -------------------------------- | --- | --------------- |
| 2914 Wikidata | Am Binnenhafen 14 (54° 22′ 34″ N, 9° 5′ 9″ O)     | Sandsteintafel (Katze)           | Sandsteintafel (Katze); 18./19. Jh.; die historische Hausmarke zeigt ein schlichtes Reliefbild einer sitzenden Katze in rahmender Halterung - Begründung: geschichtlich, wissenschaftlich, künstlerisch - Schutzumfang: gesamtes Objekt - Denkmaltyp: Teil einer baulichen Anlage, Mehrheit von baulichen Anlagen: Wohnhäuser Am Binnenhafen 10-16                                                                                 | Fotos hochladen |
| 2915 Wikidata | Am Binnenhafen 21 a (54° 22′ 37″ N, 9° 5′ 10″ O)  | Relieftafel (Vogel mit Zweig)    | ung: Relieftafel; 1622; Hausmarke, Sandsteintafel mit der Darstellung einer Taube mit Zweig, Lage in der Mittelachse der Fassade des Hauses - Begründung: geschichtlich, wissenschaftlich, künstlerisch, städtebaulich - Schutzumfang: gesamtes Objekt - Denkmaltyp: Teil einer baulichen Anlage | Fotos hochladen |
| 2940 Wikidata | Am Fürstenburgwall 1 (54° 22′ 26″ N, 9° 5′ 20″ O) | 2 Relieftafeln (Löwenköpfe)      | Relieftafeln; wohl 17./18. Jh.; quadratische Sandsteintafeln, die historischen Hausmarken des Vorgängerbaus zeigen je einen gelockten Löwenkopf im ovalen Feld, nach 1850 Anbringung am heutigen Gebäude - Begründung: geschichtlich, künstlerisch, städtebaulich - Schutzumfang: gesamtes Objekt - Denkmaltyp: Teil einer baulichen Anlage, Mehrheit von baulichen Anlagen: Wohn- und Geschäftshäuser Am Fürstenburgwall          | BW              |
| 2941 Wikidata | Am Fürstenburgwall 7 (54° 22′ 27″ N, 9° 5′ 14″ O) | Relieftafel (Wappen)             | Relieftafeln (Wappen); 17. Jh.; zwei vom Vorgängerbau stammende Sandsteinreliefs zeigen die Wappen des früheren Friedrichstädter Bürgermeisters Hendrik de Haen (1649-67) und seiner Gattin Deliana van Deuverden - Begründung: geschichtlich, künstlerisch - Schutzumfang: gesamtes Objekt - Denkmaltyp: Teil einer baulichen Anlage, Mehrheit von baulichen Anlagen: Wohn- und Geschäftshäuser Am Fürstenburgwall                | Fotos hochladen |
| 2929 Wikidata | Am Mittelburgwall 16 (54° 22′ 36″ N, 9° 5′ 23″ O) | Relieftafel (zwei Löwenköpfe)    | Relieftafeln (zwei Löwenköpfe); 17. Jh.; zwei aus der Zeit der Stadtgründung stammende, rechteckige Reliefs mit gelockten Löwenköpfen, Sandstein, angebracht am Wohnhaus Ende 19. Jh. in der Gesimszone über dem Erdgeschoss - Begründung: geschichtlich, künstlerisch, städtebaulich - Schutzumfang: gesamtes Objekt - Denkmaltyp: Teil einer baulichen Anlage, Mehrheit von baulichen Anlagen: Wohnhäuser Mittelburgwall         | Fotos hochladen |
| 2947 Wikidata | Prinzenstraße 3 (54° 22′ 28″ N, 9° 5′ 13″ O)      | Relieftafel (Lamm)               | Relieftafel (Lamm); vermutlich 17. Jh.; etwa quadratische Sandsteintafel mit Darstellung eines Lammes in Seitenansicht mit Kreuzesfahne, Blutstrahl und Gefäß - Begründung: geschichtlich, künstlerisch, städtebaulich - Schutzumfang: gesamtes Objekt - Denkmaltyp: Teil einer baulichen Anlage, Mehrheit von baulichen Anlagen: Wohn- und Geschäftshäuser Prinzenstraße                                                          | Fotos hochladen |
| 2948 Wikidata | Prinzenstraße 8 (54° 22′ 29″ N, 9° 5′ 12″ O)      | Relieftafel (Schwan und Papagei) | Relieftafeln (Schwan und Falke); 18./19. Jh.; Hausmarken, zwei rechteckige Sandsteintafeln mit der Darstellung eines Schwanes und eines Falken, angebracht in den Giebelfeldern des jüngeren Wohn- und Geschäftshauses - Begründung: geschichtlich, künstlerisch, städtebaulich - Schutzumfang: gesamtes Objekt - Denkmaltyp: Teil einer baulichen Anlage, Mehrheit von baulichen Anlagen: Wohn- und Geschäftshäuser Prinzenstraße | Fotos hochladen |
| 2949 Wikidata | Prinzenstraße 10 (54° 22′ 29″ N, 9° 5′ 12″ O)     | Relieftafel (Pferd)              | Relieftafel (Pferd); 17./18. Jh.; Hausmarke, etwa quadratische Sandsteintafel mit der Darstellung eines springenden Pferdes, angebracht im Giebelfeld des jüngeren Wohnhauses - Begründung: geschichtlich, künstlerisch, städtebaulich - Schutzumfang: gesamtes Objekt - Denkmaltyp: Teil einer baulichen Anlage, Mehrheit von baulichen Anlagen: Wohn- und Geschäftshäuser Prinzenstraße                                          | Fotos hochladen |
| 2950 Wikidata | Prinzenstraße 12 (54° 22′ 29″ N, 9° 5′ 13″ O)     | Relieftafel (Hirsch)             | Relieftafel (Hirsch); 17./18. Jh.; Hausmarke, etwa quadratische Sandsteintafel mit der Darstellung eines schreitenden Hirschen, angebracht im Giebelfeld des jüngeren Wohnhauses - Begründung: geschichtlich, künstlerisch, städtebaulich - Schutzumfang: gesamtes Objekt - Denkmaltyp: Teil einer baulichen Anlage, Mehrheit von baulichen Anlagen: Wohn- und Geschäftshäuser Prinzenstraße                                       | Fotos hochladen |
| 2953 Wikidata | Prinzenstraße 25 (54° 22′ 31″ N, 9° 5′ 16″ O)     | Relieftafel (Fisch)              | Relieftafel (Fisch); 1948; rechteckige Sandsteintafel an der Fassade des Hauses, plastische Reliefdarstellung eines Störes - Begründung: geschichtlich, künstlerisch, städtebaulich - Schutzumfang: gesamtes Objekt - Denkmaltyp: Teil einer baulichen Anlage, Mehrheit von baulichen Anlagen: Wohn- und Geschäftshäuser Prinzenstraße                                                                                             | Fotos hochladen |

## Gründenkmale
| Objekt-ID      | Lage                                              | Offizielle Bezeichnung   | Beschreibung | Bild                             |
| -------------- | ------------------------------------------------- | ------------------------ | --- | -------------------------------- |
| 27371 Wikidata | Am Markt (54° 22′ 35″ N, 9° 5′ 18″ O)             | Steinerner Marktplatz    | Steinerner Marktplatz; auf Anfang 17. Jh. zurückgehend; der Westteil des historischen Marktplatzes mit gepflasterter rechteckiger Fläche, begrenzende Bebauung aus meist zweigeschossigen Wohn- und Geschäftshäusern - Begründung: geschichtlich, städtebaulich - Schutzumfang: gesamtes Objekt - Denkmaltyp: Gründenkmal, Mehrheit von baulichen Anlagen: Marktplatz Friedrichstadt | Fotos hochladen                  |
| 21793 Wikidata | Am Markt (54° 22′ 34″ N, 9° 5′ 20″ O)             | Grüner Marktplatz        | Grüner Marktplatz; auf Anfang 17. Jh. zurückgehend; der Ostteil des historischen Marktplatzes mit begrünter rechteckiger Fläche, Lindenbäume, Obelisk und Friedenseiche, begrenzende Bebauung des 17.-19. Jhs. - Begründung: geschichtlich, städtebaulich - Schutzumfang: Grüner Marktplatz, Lindenbäume, Platane/Rosskastanien (19. Jh.) - Denkmaltyp: Gründenkmal, Mehrheit von baulichen Anlagen: Marktplatz Friedrichstadt | Fotos hochladen                  |
| 26988 Wikidata | Am Markt (54° 22′ 34″ N, 9° 5′ 20″ O)             | Friedenseiche (1871)     | Friedenseiche; 1871; anlässlich der Beendigung des Deutsch-Französischen Krieges und der Reichsgründung auf dem Areal des grünen Marktplatzes gepflanzte Solitäreiche - Begründung: geschichtlich, städtebaulich - Schutzumfang: gesamtes Objekt - Denkmaltyp: Gründenkmal, Mehrheit von baulichen Anlagen: Marktplatz Friedrichstadt | Fotos hochladen                  |
| 19486          | Am Mittelburgwall 25 (54° 22′ 36″ N, 9° 5′ 13″ O) | Mennoniten-Kirchhof      | Mennoniten-Kirchhof; 1708; südlich des Bethauses gelegener Friedhof mit schlichten Sandsteingrabstelen des frühen 18. Jh. und gusseisernen Grabkreuzen; gemauertes Kirchhofstor - Begründung: geschichtlich, städtebaulich - Schutzumfang: Mennoniten-Kirchhof, Kirchhofstor - Denkmaltyp: Gründenkmal, Sachgesamtheit: Mennoniten-Kirche (Bethaus) | BW                               |
| 9929 Wikidata  | Am Mittelburgwall 40 (54° 22′ 38″ N, 9° 5′ 16″ O) | Ev.-luth. Kirchhof       | Ev.-luth. Kirchhof; auf Anlage von des 17. Jhs. zurückgehend; etwa rechteckige begrünte Fläche um den Kirchbau St. Christophorus mit historischen Grabmälern und Einfriedungsmauer mit Gusseisenzaun - Begründung: geschichtlich, künstlerisch, städtebaulich - Schutzumfang: Ev.-luth. Kirchhof, Grabmale bis 1870, Kirchhofs-Einfriedung - Denkmaltyp: Gründenkmal, Sachgesamtheit: Ev.-luth. Kirche St. Christophorus | Fotos hochladen                  |
| 30504          | Am Stadtfeld (54° 22′ 39″ N, 9° 5′ 21″ O)         | Grünzug Stadtfeld        | Grünzug Stadtfeld; Anlage nach 1705 auf dem zugeschütteten Norderburgwall; axiale Grünanlage entlang des Stadtfeldes mit Baumbestand - Begründung: geschichtlich, städtebaulich - Schutzumfang: gesamtes Objekt - Denkmaltyp: Gründenkmal | BW                               |
| 2944 Wikidata  | Eiderallee (54° 22′ 34″ N, 9° 5′ 41″ O)           | Neuer Jüdischer Friedhof | Alteintragung (Aktualisierung vorgesehen) - Begründung: geschichtlich - Schutzumfang: Neuer Jüdischer Friedhof, Taharahaus, 68 Grabsteine - Denkmaltyp: Gründenkmal | weitere Fotos \| Fotos hochladen |
| 2943 Wikidata  | Flachsblumenstraße (54° 22′ 45″ N, 9° 5′ 13″ O)   | Alter Jüdischer Friedhof | Alteintragung (Aktualisierung vorgesehen) - Begründung: geschichtlich, künstlerisch, städtebaulich - Schutzumfang: gesamtes Objekt - Denkmaltyp: Gründenkmal | weitere Fotos \| Fotos hochladen |
| 19482          | Prinzesstraße 29 (54° 22′ 30″ N, 9° 5′ 22″ O)     | Remonstranten-Kirchhof   | Remonstrantenkirchhof; seit ca. 1622 in Nutzung; quadratischer umfriedeter Kirchhof östlich der Kirche, baumbestandene Grünfläche mit Grabmalen unterschiedlicher zeitlicher Stellung - Begründung: geschichtlich, städtebaulich - Schutzumfang: Remonstranten-Kirchhof, Einfriedung - Denkmaltyp: Gründenkmal, Sachgesamtheit: Remonstrantisch-Reformierte Kirche | BW                               |
| 27451          | Schleswiger Straße (54° 22′ 33″ N, 9° 5′ 37″ O)   | Ev.-luth. Friedhof       | Ev.-luth. Friedhof; Anlage Mitte 19. Jh., 1909 Erweiterung; rechteckige, von Lindenkranz gesäumte Friedhofsfläche mit rechtwinkligem Wegenetz und schmiedeeisernem Friedhofstor, unter den Sepulkraldenkmälern einzelne Grabmale des Historismus und ein Ehrenmal für die Gefallenen des Ersten Weltkrieges hervorzuheben - Begründung: geschichtlich, künstlerisch, städtebaulich - Schutzumfang: Ev.-luth. Friedhof, Friedhofstor, Lindenkranz, Ehrenmal Erster Weltkrieg, ausgewählte Grabmale des Historismus - Denkmaltyp: Gründenkmal | BW                               |

## Quelle
- Liste der Kulturdenkmale in Schleswig-Holstein – Kreis Nordfriesland (PDF)

1. ↑  Deutsche Stiftung Denkmalschutz: Joan Ph. und Elske W.H. Laman Trip-Stiftung für das Laman Trip-Haus in Friedrichstadt

- Karte mit allen Koordinaten:
- OSM |
- WikiMap